# フロントロードホーン型
フロントロードホーン型（フロントロードホーンがた）は、スピーカーの一形式（エンクロージャーの一形式）である。

## 概要
スピーカーユニット前方から発生する低音をホーンによって増幅する方式。
ホーンといってもバックロードホーン型のように長大なものではなく、ごく短いホーンである。これはユニット前面から再生する中高音に影響を与える事ができないため、まっすぐなホーンにならざるを得ないからである。バックロードホーン型のような、ホーンを折り曲げて中高音を減衰させる設計とは、全く反対に位置する。
また、他のスピーカー形式（上述のバックロードホーン型や、密閉型、バスレフ型など）が、スピーカーユニット後面からの再生音に手を加えるものであるのに対し、フロントロードホーン型はユニット前面からの再生音に手を加えるものである。当然ながらフロントロードホーン型においても、後面からの再生音には手を加える必要がある。密閉型形式が多いが、バックロードホーン型やバスレフ型と組み合わせる場合もある。バスレフ型と組み合わせる場合は、コンビネーションホーン型と呼ばれる。
上述で短いまっすぐなホーンと解説したが、例外もある。サブウーファーとして用いる場合は中高音が減衰しても構わないので（というより減衰させる事が必要）、ホーンが長大かつ折れ曲がっても構わない。ただしこの場合は、ユニット前面の低音をホーンで増幅するものであっても、フロントロードホーン型とは呼称しない場合が多い。BOSEはスピーカーユニット前面・後面ともに折り曲げた長いホーンを通して再生する方式を、アクースティックマス型と称している。
またオーディオマニアの自作としては、長大かつまっすぐなホーンを持つフロントロードホーン型のスピーカーも存在する。ただし構造的にあまりに巨大になるため、オーディオルームに組み込む形で製作する例が多い。コンクリートで製作するマニアも存在する。